# Henotesia pauper
Henotesia pauper är en fjärilsart som beskrevs av Charles Oberthür 1916. Henotesia pauper ingår i släktet Henotesia och familjen praktfjärilar. Inga underarter finns listade i Catalogue of Life.